# Cipriano Chemello
Cipriano Chemello (19 de julho de 1945 – 14 de fevereiro de 2017) foi um ciclista italiano que participava em competições de ciclismo de pista e estrada. Competiu como profissional entre 1969 e 1973.

## Carreira
Em 1968, como um ciclista amador, Chemello participou nos Jogos Olímpicos da Cidade do México, onde conquistou uma medalha de bronze na perseguição por equipes, juntamente com Luigi Roncaglia, Lorenzo Bosisio e Giorgio Morbiato. Na prova de perseguição individual foi eliminado nas quartas de final.
Como profissional, destaca duas vitórias de etapa na Volta à Catalunha e uma no Paris-Nice.